# Fangspiegel

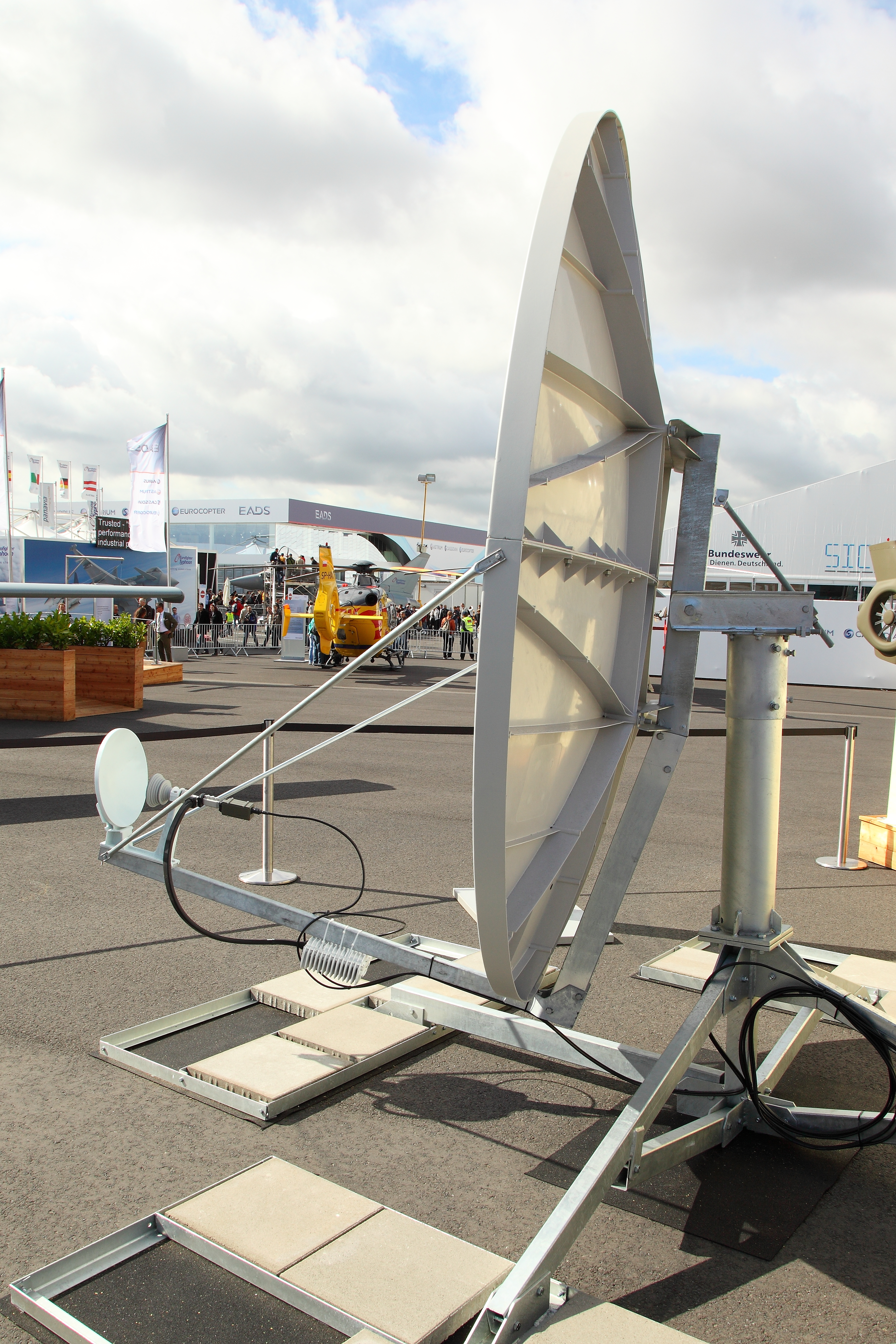
Fangspiegel. Der kleine Spiegel ist ein Fangspiegel, und die Gesamtanordnung ist hier ein Schiefspiegler, weil der Fangspiegel nicht in der Achse des Hauptspiegels sitzt.

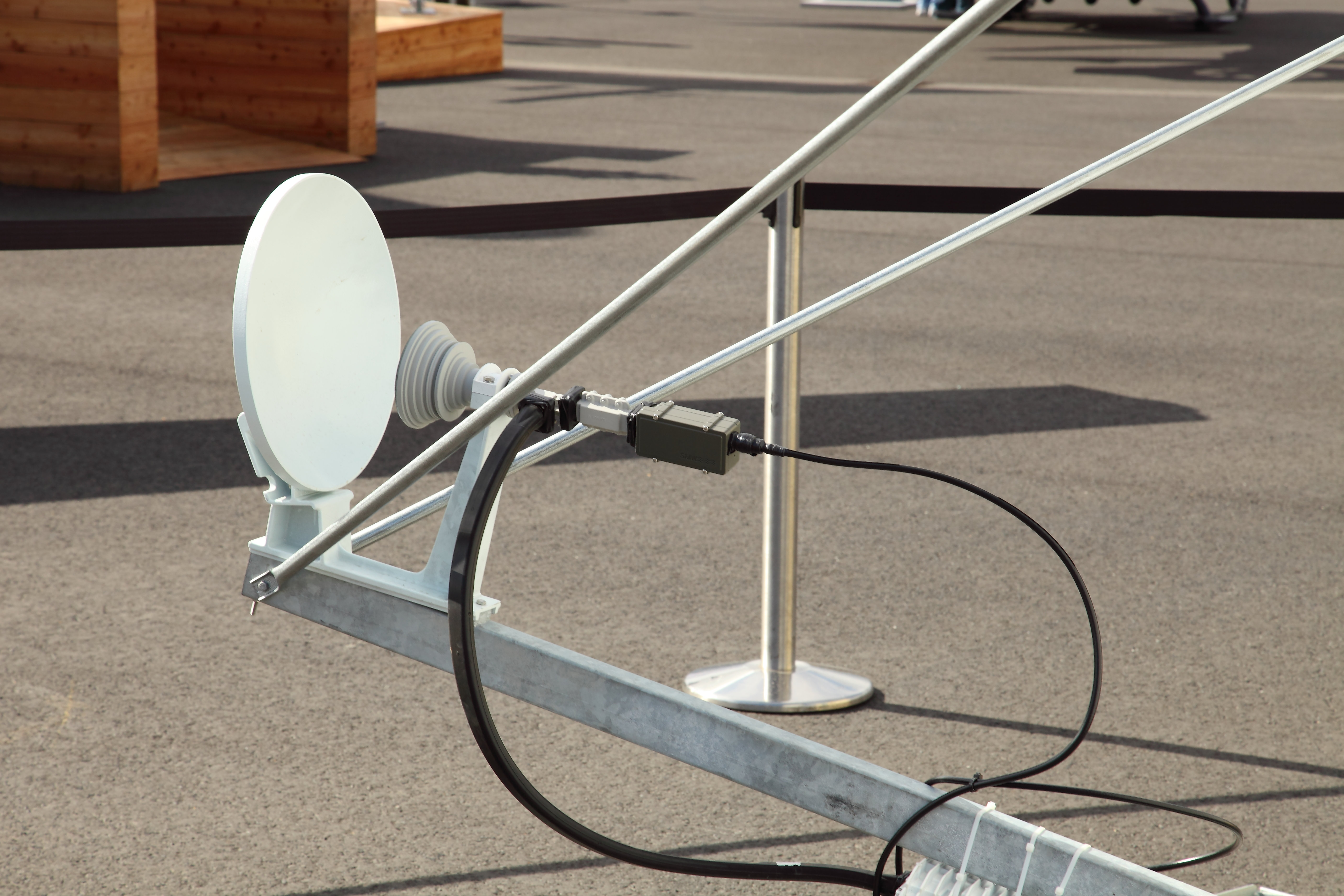
Fangspiegel (Detail)

Der Fangspiegel oder Sekundärspiegel ist ein optisches Bauteil in Spiegelteleskopen, das die vom Hauptspiegel (Primärspiegel) reflektierten Strahlen aus dem Fernrohrtubus heraus zum Okularstutzen (Beobachter, Kamera) oder zu den angeschlossenen Messinstrumenten lenkt.

## Unterschiedliche Spiegelformen
Je nach Art des Teleskops haben die Fangspiegel unterschiedlichen Schliff:
- Beim Newton-Teleskop werden Planspiegel verwendet, die das Licht knapp vor dem Primärfokus um 90° zur Seite lenken, wo der Okularstutzen außen am Tubus sitzt. Weil der Fangspiegel unter 45° montiert ist, hat er meist elliptische Form (Achsenverhältnis 1 : 0,707). Solche Spiegel werden auch für den Nasmyth- und den Coudé-Fokus benötigt.

- Bei den anderen Bauarten sind es konkave oder konvexe Spiegel. Letztere sind bei mehreren Typen zu finden – sowohl auf Sternwarten als auch bei Spiegelteleskopen für Hobbyastronomen:
- Konvexspiegel werden z. B. beim Cassegrain-Teleskop verwendet. Sie spiegeln das Licht durch eine Bohrung im Hauptspiegel, hinter dem sich das Okular befindet. Durch ihre konvexe Form verlängern sie die durch den Hauptspiegel vorgegebene Brennweite ähnlich wie eine Barlowlinse. Dadurch und durch das zweimalige Falten des Strahlengangs wird eine sehr kompakte, temperaturbeständige Bauweise möglich. Um keine sphärische Aberration einzubringen, muss der Fangspiegel beim Cassegrain-Teleskop allerdings hyperbolisch geschliffen werden. Der Primärfokus muss mit dem auf der konkaven Seite liegenden Brennpunkt der Hyperbel übereinstimmen, dann befindet sich der Sekundärfokus an der Stelle des anderen Hyperbelbrennpunkts.
- Bei katadioptrischen Typen wie Maksutov-, Schmidt-Cassegrain- oder Schmidt-Newton-Teleskopen für Hobbyastronomen sitzt der Hilfsspiegel fast immer auf der Korrektorplatte, die den Tubus nach vorne verschließt. Bei Maksutov-Cassegrains besteht er (nach Gregory) oft einfach aus einem verspiegelten Bereich um die Mitte der Meniskenlinsen-Rückseite. Der weitere Strahlengang verläuft dann wie bei anderen Cassegrains durch das Loch im Hauptspiegel.
- Konkave Hilfsspiegel werden u. a. zur Verkürzung der Brennweite verwendet – etwa wenn ein Spiegelteleskop auch als lichtstarker Astrograf verwendbar sein soll. Allerdings hat das kaum noch gebaute Gregory-Teleskop einen brennweitenverlängernden konkaven Fangspiegel, der elliptisch deformiert sein muss, um keine sphärische Aberration zu erzeugen.

## Nachteile von Fangspiegel-Konstruktionen
Je nach seiner Größe vermindert ein Fangspiegel das Auflösungsvermögen (die Trennschärfe) des Spiegelteleskops, weil der Spiegelrand und die Streben, mit denen er im Fernrohrtubus befestigt ist, zusätzliche Lichtbeugungen verursachen.
Dies ist der Grund, warum ein gleich großes Linsenfernrohr Doppelsterne oder feine Details auf Planeten besser auflösen kann. Beispielsweise ist für ein Auflösungsvermögen von 1″ ein Hauptspiegel von 15–20 cm Apertur notwendig, während beim Linsenfernrohr ein 12-cm-Objektiv dasselbe leistet. Das größere Spiegelteleskop lässt sich aber günstiger herstellen als das kleinere Linsenfernrohr.
Um diese zusätzlichen Beugungen zu vermeiden (die bei hellen Sternen auch die kreuzenden Silhouetten verursachen), ist u. a. der Schiefspiegler entwickelt worden (System A. Kutter, Brachyt usw.)